# フリードリヒ・アドルフ・ヴィスリツェヌス

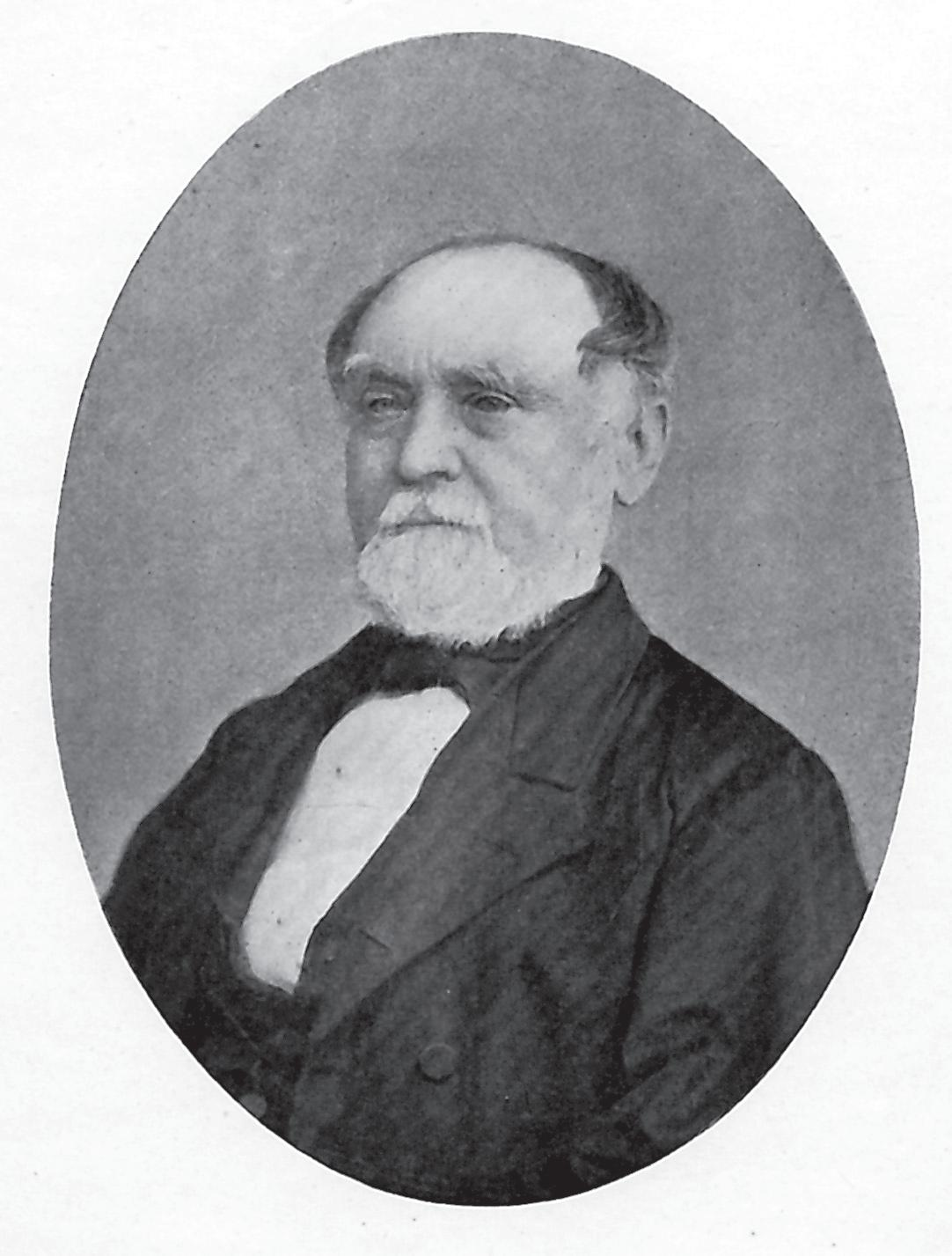
フリードリヒ・アドルフ・ヴィスリツェヌス

フリードリヒ・アドルフ・ヴィスリツェヌス（Friedrich Adolph Wislizenus または Frederick Adolph Wislizenus、1810年5月21日 - 1889年9月23日）は、ドイツ生まれのアメリカ合衆国の医師、植物学者である。

## 略歴
テューリンゲン州ケーニッヒゼーのポーランド人Jan Wiślickiを先祖とする牧師の家に生まれた。両親を早くに亡くし、母親の兄弟の家で育った。父親の牧師の仕事を継ぐために神学を学んだが、自然科学に転じ、イェナ大学、ゲッティンゲン大学、テュービンゲン大学で学んだ。
1833年、反体制派の武装グループがフランクフルトの警備本部を襲撃占拠したフランクフルト蜂起（正規軍の突入により失敗）に関係した。多くの蜂起者が逮捕された中、国外逃亡し、ストラスブールを経てチューリッヒに移り、チューリッヒで医師の資格を得た。
アメリカ合衆国に移民として渡り、1835年からニューヨークで医師を開業した。2年後イリノイ州のマスクーターに移り、植物採集を始めた。1839年にセントルイスに移り、セントルイスの医師で植物学者のジョージ・エンゲルマンと知り合い植物学の分野や医師の仕事を共同で行った。1846年にメキシコに旅し、米墨戦争の勃発により、拘束された。最終的にアレクサンダー・ウィリアム・ドニファン大佐の隊によって解放され、その経緯を著作に残した。1850年に結婚した。故郷のケーニッヒゼーやカリフォルニアやパナマなど多くの調査旅行を行った。セントルイス科学アカデミーの会員になった。
ヴィスリツェヌスの集めた標本はエンゲルマンによって研究され、フウチョウソウ科の植物の属名、Wislizeniaに命名された。

## 著作
- Memoir of a tour to northern Mexico: connected with Col. Doniphan's expedition, in 1846 and 1847. Tippin & Streeper, Washington 1848 doi:10.5962/bhl.title.41509
- Denkschrift über eine Reise nach Nord-Mexiko. F. Vieweg, Braunschweig 1850 doi:10.5962/bhl.title.41523 doi:10.5962/bhl.title.61210
- Gedichte. Seinen Freunden zum Andenken von seiner Familie. St. Louis (MO) 1890 doi:10.5962/bhl.title.7778 (online).